# Jirōemon Kimura
Jirōemon Kimura (jap. 木村 次郎右衛門 Kimura Jirōemon; ur. 19 kwietnia 1897, zm. 12 czerwca 2013) – Japończyk, znany z długowieczności.
Uznawany w wieku 116 lat za najstarszego żyjącego człowieka na świecie po śmierci Diny Guerri-Manfredini 17 grudnia 2012 roku (był pierwszym mężczyzną od czasów Emiliano Mercado del Toro dzierżącym ten tytuł). Tytuł najstarszego żyjącego mężczyzny na świecie przypadł mu po śmierci Waltera Breuninga 14 kwietnia 2011. Był również najstarszym człowiekiem w Japonii od śmierci Chiyono Hasegawy 2 grudnia 2011 oraz ostatnim znanym żyjącym mężczyzną urodzonym przed 1900 rokiem. Od chwili śmierci Japonki, Koto Okubo 12 stycznia 2013 roku był ostatnim żyjącym człowiekiem urodzonym w 1897 roku.
19 kwietnia 2012 jako trzeci mężczyzna w historii oficjalnie dożył wieku 115 lat. 28 grudnia 2012 roku pobił wiek Duńczyka osiadłego w Stanach Zjednoczonych, Christiana Mortensena (1882–1998), 115 lat i 252 dni, zostając według ówczesnej wiedzy najstarszym mężczyzną w historii, którego wiek został udokumentowany oraz pierwszym który osiągnął wiek 116 lat. Według wiedzy obecnej prawdopodobne jest, że rzeczywistym rekordzistą długości życia wśród mężczyzn był Brazylijczyk Anisio Rodrigues Alves (ur. 30 grudnia 1892, zm. 16 sierpnia 2009), który przeżył 116 lat i 229 dni i to on był pierwszym mężczyzną, który przekroczył 116 lat. Prace nad weryfikacją wieku Brazylijczyka trwają od 20 listopada 2018.

## Życie prywatne
Urodził się jako Kinjirō Miyake 19 kwietnia (lub 19 marca) 1897 roku będąc piątym z dziewięciorga rodzeństwa. Pracował w urzędzie pocztowym przez ponad 40 lat, w latach 20. XX w. przez pewien czas pracował także w jednostce wojsk łączności w Korei, w czasie japońskiej okupacji tego kraju. Po przejściu na emeryturę zajął się rolnictwem. Jako rolnik pracował do 90. roku życia. Doczekał się siedmiorga dzieci, z których pięcioro wciąż żyje, 15 wnuków (jeden z nich nie żyje), 25 prawnuków i 13 praprawnuków. Na 115. urodzinach jego najmłodszym potomkiem był 11-miesięczny praprawnuk.
W dniu 114. urodzin odwiedzili go oficjele jego miasta Kyōtango, by pogratulować sędziwego wieku. „Słowa nie oddadzą moich uczuć. Jestem niezwykle zaszczycony” – odpowiedział Kimura. Zapytany o receptę na długowieczność, odrzekł: Pewnie to sprawa niezbadanych sił natury. Wspominał także trzęsienie ziemi, które nawiedziło jego miasto w 1927 roku. Zginęło wówczas 3000 osób.
W dniu 115. urodzin zapytany o receptę na długowieczność, odpowiedział: Nie wiem dokładnie, dlaczego dożyłem takiego wieku. Może to wszystko dzięki słońcu nade mną. Zawsze patrzę w górę, w słońce.

### Długowieczność w rodzinie, zdrowie, dieta i styl życia
Rodzice Kimury nie należeli do osób długowiecznych. Matka żyła 78 lat, ojciec 65. Długo żyło za to jego rodzeństwo. Czworo z nich przekroczyło dziewięćdziesiątkę, młodszy brat, Tetsuo żył 100 lat.
Kimura przypisuje swą długowieczność zdrowemu trybowi życia i jedzeniu trzech niewielkich posiłków dziennie. Do 114. roku życia był w stanie chodzić przy pomocy balkonika. W dniu swoich 115. urodzin w kwietniu 2012 roku, mimo że musiał jeździć na wózku inwalidzkim wciąż zachowywał dobre samopoczucie i kondycję psychiczną. W lipcu 2012 roku trafił na 10 dni do szpitala (przyczyna hospitalizacji nieznana). Od 15 grudnia 2012 do 1 stycznia 2013 roku przebywał w szpitalu z powodu odwodnienia.
Pod koniec życia mieszkała z nim i opiekowała się nim 84-letnia wdowa po najstarszym synu i 60-letnia wdowa po wnuku. Prawie nie chorował. Eiko, wdowa po wnuku, mówi: Jeszcze do niedawna regularnie oglądał w telewizji relacje z walk sumo i codziennie czytał dwie gazety. Dziadek jest osobą optymistyczną i pozytywnie nastawioną do życia. Bardzo cieszy się, kiedy ktoś go odwiedza. Nawet kiedy jest chory, od razu widać, że szybko wyzdrowieje. Największymi jego problemami zdrowotnymi były problemy z oczami (zaćma) i zapalenie płuc, które przeszedł kilka lat temu. Trzy razy dziennie jadał owsiankę, zupę miso i warzywa.
Zmarł 12 czerwca 2013 roku z przyczyn naturalnych.